# Пластина (строительная механика)
Пласти́на — тело, ограниченное двумя параллельными плоскостями, расстояние между которыми, называемое толщиной пластины h=const, мало по сравнению с его другими размерами
.
Имеется также следующее уточнённое определение пластины: пластина — тело, ограниченное цилиндрической поверхностью и двумя перпендикулярными к ней плоскостями, расстояние между которыми мало по сравнению с его другими размерами. В том же значении, что и термин «пластина» также используется термин «пластинка».

Прямоугольная и круглая пластины (h — толщина пластины)

## Типы пластин
Пластина — термин, используемый в строительной механике для описания расчётной схемы с учетом особенностей геометрии тела. Все тела имеют три измерения. В случае, когда один из размеров тела значительно отличается от двух других, для упрощения расчета на прочность, жесткость и устойчивость реальная трёхмерная конструкция может заменяться её расчетной схемой. Для пластин такой расчетной схемой является двухмерное плоское тело, перемещения которого определяются перемещениями плоскости, которая делит пополам толщину пластинки. Эта плоскость называется ’’срединной плоскостью’’. При изгибе пластинки срединная плоскость превращается в изогнутую поверхность. Линия пересечения боковой поверхности пластинки со срединной плоскостью называется контуром пластинки.
Используемое в определении пластины понятие «значительно отличается» не вполне определенно. В зависимости от особенностей нагружения пластины принимаются разные предельные соотношения между толщиной и другими размерами пластины. Наиболее надежным условием того, что строительный объект может рассматриваться как пластина, является сравнение результатов расчета двумя методами: как пластины и как плоского трехмерного тела. Ориентировочно принимается условие, что для пластины её толщина меньше других размеров не менее, чем в 5 раз. Тонкая пластина, у которой максимальный прогиб под действием поперечной нагрузки превышает четверть её толщины, называется гибкой пластиной
Пластина, подвергающаяся изгибу из собственной плоскости, называется плитой. При расчете плиты обычно используются два допущения: первое — принимается, что прямолинейные элементы, нормальные к срединной плоскости, остаются после деформации прямыми, нормальными деформированной срединной поверхности (гипотеза прямых нормалей); второе — считается, что пластинка не сжимаема по толщине. Эти допущения позволяют выразить перемещения всех точек плиты через поперечные перемещения срединной плоскости. Расчёт пластин с использованием этих допущений составляет основу технической теории изгиба плит. Деформированное состояние плиты, при котором срединная плоскость переходит в цилиндрическую поверхность, называется цилиндрическим изгибом, а такая плита — балочной плитой.
Вертикально расположенная пластинка, находящаяся в условиях плоского напряжённого состояния, называется стенкой или балкой-стенкой. Тонкие стенки при действии внешних нагрузок, параллельных срединной поверхности, могут терять местную устойчивость. При проверке устойчивости тонких стенок, как и при расчете плит, используется гипотеза прямых нормалей.
Пластинки по конструкции могут быть однослойными и многослойными (из двух и более слоёв). Пластинки, имеющие ребра, расположенные с постоянным шагом в одном или двух направлениях, называется ребристой пластинкой. При наличии пяти и более ребер в каждом направлении пластинка может рассчитываться как анизотропная конструкция. Ребристая прямоугольная пластинка, ребра которой параллельны её сторонам, называется ортотропной пластинкой.

## История создания технической теории пластин
Основоположником теории изгиба и колебаний пластин является Якоб Бернулли младший (1759—1789), который в 1789 году получил дифференциальное уравнение изгиба пластины, рассматривая её как систему струн, натянутых в двух взаимно перпендикулярных направлениях. В 1828 году Огюстен Коши (1789—1857), а затем в 1829 Симеон Пуассон (1781—1840) использовали для задачи изгиба пластин уравнения теории упругости.
Густав Роберт Кирхгоф (1824—1887), знаменитый немецкий физик, известный своими работами по теории расчёта электрических цепей и деформации твёрдых тел, в 1850 году разработал теорию изгиба пластин. Предложенная им теория основана на двух упрощающих расчёт предположениях: гипотезе прямых нормалей и предположении о несжимаемости материала пластины по её толщине.
И. Г. Бубнов предложил метод интегрирования дифференциальных уравнений для решении краевых задач. Этот метод И. Г. Бубнов использовал в 1902 году для расчёта пластин, работающих в системе корпуса корабля. Б. Г. Галеркин, по-видимому независимо от И. Г. Бубнова, предложил похожий метод интегрирования дифференциальных уравнений, который получил большое распространение для расчёта прямоугольных пластин при различных схемах нагружения и закрепления пластин. Метод получил в технической литературе название метода Бубнова-Галеркина.
Современные методы расчёта пластин основаны на использовании метода конечных элементов.

## Конструкции
Пластина может быть самостоятельной конструкцией или входить в состав пластинчатой системы. Отдельные пластинки применяют в строительстве в виде стеновых панелей, балок-стенок, плит и панелей перекрытий и покрытий, фундаментных плит и т. д.
Горизонтальные и вертикальные пластинки, соединенные между собой связями, образуют несущую систему, которую применительно к зданиям называют стеновой системой.
Наклонно расположенные пластинки могут образовывать пролетные несущие конструкции. Система из прямоугольных наклонных пластинок, срединная поверхность которых развертывается на плоскость, называется складкой. Система из равносторонних треугольных или трапецеидальных пластинок, соединенных сторонами, одинаковой длины, называется шатровым покрытием или шатром.